# 国家制造强国建设领导小组
国家制造强国建设领导小组，是中华人民共和国国务院成立的国务院议事协调机构，以推进实施“制造强国”战略工作。

## 沿革
2015年3月5日，中华人民共和国国务院总理李克强在第十二届全国人民代表大会第三次会议上所作的国务院《政府工作报告》中，提及了《中国制造2025》，是针对中国产业发展的一个新概念；3月23日，李克强在中国发展高层论坛上表示，将在国际合作中进一步提升中国制造业水平。2015年6月2日，“一位权威消息人士”向《第一财经日报》记者表示，国务院将组建“国家制造强国领导小组”，为《中国制造2025》的战略顶级领导机构。
2015年6月16日，国务院办公厅印发《国务院办公厅关于成立国家制造强国建设领导小组的通知》（国办发〔2015〕48号），国务院决定成立国家制造强国建设领导小组。

## 职责
2015年《国务院办公厅关于成立国家制造强国建设领导小组的通知》称，国家制造强国建设领导小组的主要职责是：“统筹协调国家制造强国建设全局性工作，审议推动制造业发展的重大规划、重大政策、重大工程专项和重要工作安排，加强战略谋划，指导各地区、各部门开展工作，协调跨地区、跨部门重要事项，加强对重要事项落实情况的督促检查。”

## 组成人员
| 2015年《国务院办公厅关于成立国家制造强国建设领导小组的通知》确定的组成人员是： 组长 - 马 凯（中共中央政治局委员，分管工业等领域的国务院副总理） 副组长 - 苗 圩（工业和信息化部部长） - 肖亚庆（国务院副秘书长） - 林念修（国家发展和改革委员会副主任） - 曹健林（科学技术部副部长） - 刘 昆（财政部副部长） 成员 - 鲁 昕（教育部副部长） - 毛伟明（工业和信息化部副部长、国家制造强国建设领导小组办公室主任） - 汤 涛（人力资源和社会保障部副部长） - 翟 青（环境保护部副部长） - 王昌顺（交通运输部副部长） - 钱克明（商务部副部长） - 孙志刚（国家卫生计生委副主任） - 潘功胜（中国人民银行副行长） - 黄丹华（国务院国资委副主任 - 张志勇（国家税务总局副局长） - 刘俊臣（国家工商总局副局长） - 陈 钢（国家质检总局副局长） - 孙华山（国家安监总局副局长） - 贺 化（国家知识产权局副局长） - 陈左宁（中国工程院副院长） - 周慕冰（中国银监会副主席） - 刘新华（中国证监会副主席） - 梁 涛（中国保监会主席助理） - 刘 琦（国家能源局副局长） - 许达哲（国家国防科工局局长） |

## 办事机构
2015年《国务院办公厅关于成立国家制造强国建设领导小组的通知》称，国家制造强国建设领导小组办公室设在工业和信息化部，承担领导小组的日常工作。工业和信息化部副部长毛伟明兼任办公室主任，领导小组成员单位有关司局负责同志担任办公室成员。历任办公室主任、副主任是：
| 主任 - 毛伟明（2015年6月－，工业和信息化部副部长） | 副主任 - 蔡荣华（2015年－，国家发改委产业协调司副司长） |